# Ficus popenoei
Ficus popenoei är en mullbärsväxtart. Ficus popenoei ingår i släktet fikonsläktet, och familjen mullbärsväxter.

## Underarter
Arten delas in i följande underarter:
- F. p. malacocarpa
- F. p. popenoei